# Грекокатолические церкви

Табличка на грекокатолической (итало-албанской) церкви св. Афанасия в Риме с изображением ключей св. Петра и надписью на греческом языке

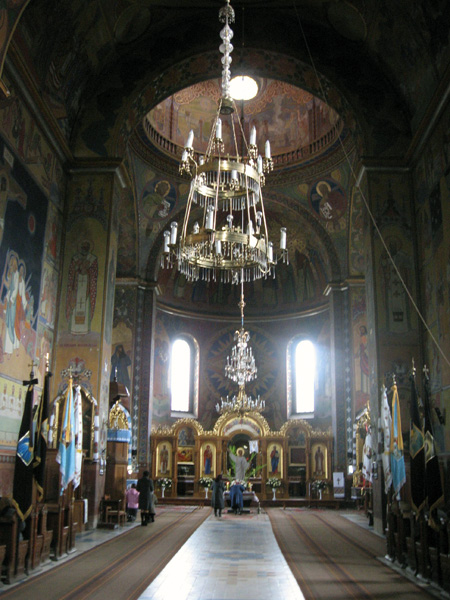
Базилианская церковь в Жолкве

Грекокатолические церкви (в русской дореволюционной и советской литературе униатские церкви, униа́тство) — восточнокатолические церкви византийской литургической традиции. Определение «грекокатолическая» позволяет отличать их от католических церквей других традиций — прежде всего от Римско-католической церкви («латинская литургическая традиция»), а также от церквей армянской, сирийской и коптской литургической традиции. Вместе с последними грекокатолические церкви принадлежат к восточнокатолическим церквям.

## Грекокатолические церкви
В узком смысле термин применяется к католическим церквям, в которых богослужение совершается по византийскому обряду на греческом языке:
- Греческая католическая церковь
- Итало-албанская католическая церковь
- Мелькитская греко-католическая церковь.

В более широком смысле — также и к другим Восточным католическим церквям византийской традиции, богослужения в которых совершаются на других языках:
- Албанская грекокатолическая церковь
- Белорусская грекокатолическая церковь
- Болгарская грекокатолическая церковь
- Венгерская грекокатолическая церковь
- Македонская грекокатолическая церковь
- Католическая церковь византийско-славянского обряда в Польше
- Российская грекокатолическая церковь
- Румынская грекокатолическая церковь
- Русинская грекокатолическая церковь
- Словацкая грекокатолическая церковь
- Украинская грекокатолическая церковь
- Хорватская грекокатолическая церковь (Крижевицкая епархия).

Грекокатолические церкви имеют различный статус:
- Албанская грекокатолическая церковь — Апостольская администратура: Албания (1628)
- Белорусская грекокатолическая церковь — никакая иерархия не установлена в настоящее время: Беларусь (1596)
- Болгарская грекокатолическая церковь — епархия: Болгария (1861)
- Венгерская грекокатолическая церковь — архиепархия и две епархии: Венгрия (1646)
- Греческая католическая церковь — два апостольских экзархата: Греция, Турция (1829)
- Итало-албанская католическая церковь — две епархии и территориальное аббатство: Италия
- Македонская грекокатолическая церковь — епархия: Северная Македония (1918)
- Мелькитская греко-католическая церковь — патриархат: Сирия, Ливан, Иордания, Израиль, Иерусалим, Бразилия, США, Канада, Мексика, Ирак, Египет и Судан, Кувейт, Австралия, Венесуэла, Аргентина (1726)
- Российская грекокатолическая церковь — два апостольских экзархата, в настоящее время без иерарха: Россия (1917), Китай (1928); в настоящее время приблизительно 20 округов и общин рассеяны во всём мире, включая пять в России непосредственно, отвечая епископам другой юрисдикции.
- Румынская грекокатолическая церковь — верховное архиепископство: Румыния, США (1697)
- Русинская грекокатолическая церковь — архиепархия, 4 епархии и апостольский экзархат: США, Украина, Чехия (1646)
- Словацкая грекокатолическая церковь — архиепархия и три епархии: Словакия, Канада (1646)
- Украинская грекокатолическая церковь — верховное архиепископство: Украина, Польша, США, Канада, Великобритания, Австралия, Германия и Скандинавия, Франция, Бразилия, Аргентина (1596)
- Хорватская грекокатолическая церковь — епархия: Хорватия, диаспора (1611)

## История
Византийская традиция на Сицилии и в Южной Италии возникла в V-VI веках. В VIII веке византийский император Лев III перевёл эту область из юрисдикции папы под юрисдикцию Константинопольского патриархата, однако после норманнского завоевания и потери Византией Южной Италии римские папы вновь восстановили свою власть над грекоязычными общинами Италии. Многие из этих общин не участвовали в Великом расколе XI века и сохранили церковное общение с Римским престолом, образовав таким образом византо-католическую церковь — первую грекокатолическую церковь.
Во второй половине XV века после поражения восстания Скандербега в Южную Италию переселилось значительное количество албанских эмигрантов, определённая часть которых исповедовала православие, а после эмиграции присоединилась к католической церкви византийского обряда. С этого периода традиционное название «итало-греческая церковь» начинает постепенно изменяться на «итало-албанская». Сейчас эта церковь называется Итало-албанской католической церковью.
В результате заключения Брестской унии в Речи Посполитой была создана Русская униатская церковь, которая также относилась к восточнокатолическим церквям византийской литургической традиции. Современные Украинская и Белорусская грекокатолические церкви являются её наследниками.
24 апреля 1646 года православный епископ Мукачева и 63 православных священника-русина заключили Ужгородскую унию и были приняты в Католическую церковь с сохранением византийского обряда богослужения. Они образовали Русинскую грекокатолическую церковь. В 1664 году была заключена уния в Мукачеве, присоединившая к русинской церкви православное население Закарпатья и венгерской епархии Хайдудорог. В 1713 году была заключена уния в Марамуреше (ныне Румыния).
22 сентября 1818 года из состава Мукачевской епархии была выделена Прешовская епархия, будущий центр Словацкой грекокатолической церкви. После Второй мировой войны, когда территория Мукачевской епархии перешла к СССР, Прешовская епархия стала объединять всех грекокатоликов Чехословакии, большинство из них было этническими словаками, с русинским и чешским меньшинствами. 13 октября 1980 года была организована независимая епархия святых Кирилла и Мефодия в центром в Торонто для окормления грекокатоликов чехословацкой диаспоры в Северной Америке. В 1997 году папа Иоанн Павел II создал апостольский экзархат с центром в Кошице. 30 января 2008 года папа Бенедикт XVI радикально реформировал структуру Словацкой грекокатолической церкви. Прешовская епархия получила статус архиепархии-митрополии, кошицкий экзархат был повышен в статусе до епархии, кроме того организована третья епархия на территории Словакии — с центром в Братиславе.
В конце 1850-х среди болгар, находившихся в юрисдикции Константинопольского Патриархата, усилилось движение за независимость национальной церкви от Константинополя. Часть духовенства на этой почве выступила за унию с Римом. Возглавлявший сторонников унии архимандрит Иосиф Сокольский 8 апреля 1861 года был посвящён папой Пием IX в епископы и назначен главой Болгарской католической церкви византийского обряда.